# 皮尼利亚德莫利纳
皮尼利亚德莫利纳，是西班牙卡斯蒂利亚-拉曼恰瓜达拉哈拉省的一个市镇。总面积23平方公里，总人口29人（2001年），人口密度1人/平方公里。